# 千曲バス
千曲バス株式会社（ちくまバス）は、長野県佐久市に本社を置くバス事業者である。1926年（大正15年）創業、1988年（昭和63年）にグリーンキャブグループ入りした。乗合バスは長野県東信地方の佐久市、小諸市、東御市、上田市などに路線を持つ。そのほかに貸切バス事業なども営む。

## 沿革

### 創業期
長野県の東信地方に初めてバスが走り始めたのは、1913年に丸子自動車により丸子と別所を結ぶ路線が運行されたものに端を発する。その後、1919年4月に佐久自動車商会（小池森太郎が1918年12月に個人事業として設立）により小諸と御代田、岩村田と臼田、岩村田と望月を結ぶ路線が運行開始されたほか、小規模な事業者の設立も相次ぎ、上田市に小県自動車・片山自動車が設立されている。
1919年には佐久鉄道が小諸と小海の間を結んでいたが、鉄道利用者が佐久自動車商会の路線に転移したため、危機感を持った佐久鉄道は鉄道の合理化と同時期にバスにも参入することを決定し、1927年9月より中込と海ノ口、中込と小海、三反田と御代田を野沢経由で結ぶ路線の運行を開始した。
一方、1921年には上田市から青木・別所へ上田温泉電軌（後の上田交通）の鉄道線が開業した。当初は千曲川鉄橋が開通しておらず、1924年に千曲川鉄橋が開通して上田市内に乗り入れるまで、三好町駅と上田市街地の間は小県自動車のバスが連絡していた。この時点では鉄道とバスは協力関係にあったが、鉄道線が上田市内に乗り入れると鉄道とバスは競合関係に変わった。特に青木線と片山自動車は激しい乗客の争奪戦を展開することになった。
1926年10月26日、小池森太郎は会社組織によるバス事業に変更するため小池自動車を設立し、佐久自動車商会のバス事業を承継した。これが千曲バスの直接のルーツとなる。その後も路線網を拡大してゆくが、不況の影響もあり新車導入も満足にできなかったという。
1920年代後半に入ると、小規模なバス事業者が次々と設立され、佐久平のバス路線網は拡大されてゆくが、その一方で競合も激しいものとなった。

### 自主統合から戦時統合へ
鉄道省は1933年に佐久鉄道の国有化を決定、佐久鉄道のバス事業については三反田以北は小池自動車に、中込以南の路線は1934年に野沢を拠点として新設された佐久自動車に譲渡された。
事業者同士の競合による疲弊が発生し、1931年に自動車交通事業法が公布されると自主統合の気運が高まり、小池自動車も小規模なバス事業者を買収することで営業エリアを拡大していった。しかし、佐久鉄道が国有化され小海線になると運賃が下げられたため、逆にバスの利用者が鉄道に転移する事例も見られた。また、1936年には小諸と中込を結ぶバス路線が小池自動車・佐久自動車の双方に免許交付され、新たな競合も生み出されることになった。
こうした中、小池自動車は1937年に資本金を16万円に増資の上、商号を千曲自動車とし、代表取締役社長を相馬朝四郎に変更している。
一方、上田市での鉄道とバスの競合は、折しも昭和の大恐慌により経営が悪化、さらに1938年に併用軌道区間の県道の借用期限が切れたため青木線の運行継続が不可能になったことから、青木線は廃止となった。直接的な廃止理由は借用期限切れであったものの、乗客争奪戦が繰り広げられていたことから、バスに敗れ去った鉄道の事例として挙げられることがある。しかし、青木線を廃止した上田温泉電軌は、逆に片山自動車など数社を買収して自社のバス部門とした上で、1939年に上田電鉄へ社名変更している。
やがて第二次世界大戦に突入、1940年には千曲自動車が佐久自動車の全路線を買収するなど、統合はさらに進められるようになる。1941年までに東信地方のバス事業者は千曲自動車・東信自動車・上田電鉄の3社に集約されることになった。さらに燃料事情の悪化に伴い、不要不急路線や鉄道並行路線などが休止された。
そして、1942年には鉄道省通牒により強制統合が進められることとなったが、長野県では大きく6ブロックに分けられることとなり、このうち東信ブロックは千曲自動車が統合主体に選定された。これに伴い、1943年には東信自動車と上田電鉄（1943年10月に丸子鉄道と合併し上田丸子電鉄に社名変更）のバス部門を買収合併し、東信地方のバス事業者は一部に省営自動車が残る以外は、ほぼ千曲自動車に一本化されたのである。

### 戦後の復興と発展
終戦時点で、千曲自動車の車両数は61台であったが、いずれも代燃車であり、戦時中の酷使により老朽化も著しかった。1948年から代燃車の置き換えを開始、同年には新車12台が導入された。この前年の1947年には、松本電気鉄道（現：アルピコ交通）との相互乗り入れにより松本と上田を結ぶ路線の運行を開始、また自社路線でも1949年から上田と臼田を小諸経由で直通運行を開始した。
1950年代後半に入るとさらに長距離路線の新設が進み、1958年には臼田と長野を結ぶ特急佐久長野線を川中島自動車との相互乗り入れにより開始、1959年には初の県外路線として小諸と甲府を結ぶ急行甲府線を山梨交通との相互乗り入れにより開設した。また、1965年には特急軽井沢線として、長野と軽井沢を結ぶ路線の運行も開始している。
またこの時期より関連事業も開始している。千曲自動車では観光開発に着眼し、松原湖に土地を取得した上で旅館「松原館」の営業を開始し、食堂や貸しボートなどの運営も行った。
バス路線網が拡大されてゆく中で、1960年代には車掌不足が顕在化したため、1968年12月の青木線から整理券方式のワンマン化が開始された。その後も順次ワンマン化は進められ、1972年までに基幹路線はほぼワンマン化された。道路事情により車掌乗務のまま残った路線についても1982年までにワンマン化されている。

### モータリゼーションの進展
1970年代に入ると、モータリゼーションや過疎化の進行により、バス利用者は減少の一途をたどることになる。また、信越本線電化によって鉄道輸送事情が改善されたことから、信越本線と並行する路線では大幅に利用者が減少した。このため、長距離路線の運行は1973年までに休止となった。
その一方で利用者減少を埋め合わせるべく、沿線に存在する観光資源を活用することになり、白樺湖や高峰高原への路線が新設された。また、関連事業の拡大にも積極的に取り組み、ホテルやレストハウスの運営、タクシー事業、自動車整備業、広告代理店などの関連会社新設や買収などを行った。
1970年4月には上信電鉄中込営業所を譲り受け、貸切バス専業の千曲交通として営業を開始したが、バス利用者の減少には歯止めがかからず、千曲自動車の経営を圧迫し、銀行から新規の融資を受けるのも難しい状況に陥った。
1981年には労使合意の上で再建を図る方針とし、同年10月より経営改善計画が実施されたことで関連事業はさらに強化され、カプセルホテル、ラーメン店（くるまやラーメン佐久店）、宅地販売などを手がけることとなった。翌1982年6月、千曲バスへ商号変更。翌1982年には他者からボンネットバスを購入し、中山道宿場巡りの定期観光バスや白樺高原の観光路線で運行を行った。
同時に不採算路線の整理や営業所の統廃合も進められた。1982年7月に川上村内の千曲バス路線を廃止し川上村営バスへ代替した。これが初年度から黒字運営となったことから、1983年以降は北相木村・南相木村・小海町・望月町・東部町・佐久町（当時）・青木村の千曲バス路線を自治体の運行による廃止代替バスに移管するなど、過疎バス対策を進めていった。しかしその後、東部町では町営バスの運行継続も困難になったことから、1990年に路線と車両を東信観光バス（後述）へ譲渡した。
1986年には代替バス補助金制度の変更により貸切バス免許による代替が認められた。これを受け、同年6月に子会社として東信観光バス株式会社を設立、バス5台で事業を開始した。東信観光バス設立時に、中型・小型貸切バス事業も同社へ移管した。これにより、以降の廃止代替バスは町村営バスへの移管だけではなく、東信観光バスによる貸切代替バスによっても進められることになった。

### グリーンキャブ傘下へ
しかし経営状態は改善の兆しを見せず、1986年末の時点で長期債務を含めて16億円もの赤字を抱え、経営状態は極限に達しており、車両整備もままならない状況となっていた。
この時点で、千曲バスには以下の3つの選択肢しか残されていなかった。
- 整備部門の別会社化による自主再建
- 東京のタクシー会社・グリーンキャブの支援を受ける[注釈 2]
- 会社更生法の適用申請による法的整理（倒産）

社内でも意見は分かれ、労働組合ではグリーンキャブの資本が入ることに反発して1988年に長期にわたるストライキを行ったが、自主再建はほぼ不可能と判断され、さらに長野県下ではこの3年前の1983年に川中島バスが会社更生法の適用を申請して倒産し、地域経済が大きな打撃を受けたことから、会社更生法の適用も地域経済への悪影響を無視できないとして県が仲介に入る形で労使紛争を収拾させ、同年3月からグリーンキャブの支援を受けることになり、これに伴う経営改善計画が1989年3月までに順次行われた。1990年からは路線バスの冷房化も開始された。
また高速道路網の整備が進み、1980年代後半には日本全国で夜行高速バスの路線開設がブームとなっていたが、千曲バスでも上信越自動車道の延伸を見据え、1988年から1989年にかけて京浜急行電鉄との共同運行により往復帰郷バスを運行した。この実績から、1991年7月8日より千曲バス初の高速バス路線として、池袋と小諸を結ぶ高速バス路線を西武バスとの共同運行により開設し、高速バス事業へ参入した。上信越自動車道が佐久インターチェンジまで開通した1993年には、軽井沢・上田・佐久を結ぶ3系統に発展させている（詳細は池袋 - 軽井沢・佐久・小諸・上田線を参照）。
2004年には、別会社であった千曲交通を吸収合併した。

### 年表
- 1926年 - 小池自動車として創業。
- 1937年 - 千曲自動車に改称する。
- 1940年 - 北佐久郡・南佐久郡内の乗合自動車業者を統合。これにより両郡唯一の乗合自動車業者となる。
- 1941年 - 佐久自動車を買収統合。
- 1943年 - 東信自動車、上田丸子電鉄のバス部門をそれぞれ統合。これにより長野県東信地区唯一の乗合自動車業者となる（戦後上田丸子電鉄がバス事業を再開し高原自動車が設立されるまで続く）。
- 1966年 - 相馬朝四郎死去により社長退任。
- 1986年6月 - 子会社として東信観光バス株式会社を設立、バス5台で事業を開始[8]。
- 1988年 - グリーンキャブの傘下に入る。
- 1991年7月8日 - 西武バス（当時）との共同運行で「池袋 - 小諸線」を開設、高速バス事業に参入。
- 2004年 - 千曲交通を吸収合併。
- 2006年12月1日 - 高速長野線の川中島古戦場バス停を開設。
- 2013年（平成25年）10月1日 - 運賃低減バスの実証実験を3年間の予定で実施。
- 2016年（平成28年）10月1日 - 運賃低減バスの実証実験を3年延長し2019年9月30日までの予定で実施（2019年10月1日以降も継続）。
- 2019年12月28日 - 県道川西線（旧川中島バス下半過線）を廃止。
- 2019年11月1日 - 臼田駅と佐久総合病院を結ぶバス路線を廃止。
- 2021年9月30日 - 佐久上田線を廃止[10]。佐久市循環バスも廃止により受託終了[11]。
- 2022年6月20日 -上田営業所を上田支社に変更。同時に観光課・乗合高速課を上田支社に移転。
- 2023年4月7日 - 立川線を草津温泉と立川駅を結ぶ路線に変更。
- 2024年4月1日 - 池袋・新宿線（佐久便）の臼田（佐久総合病院） - 佐久平駅（蓼科口）間を廃止。

## バス路線

### 高速バス

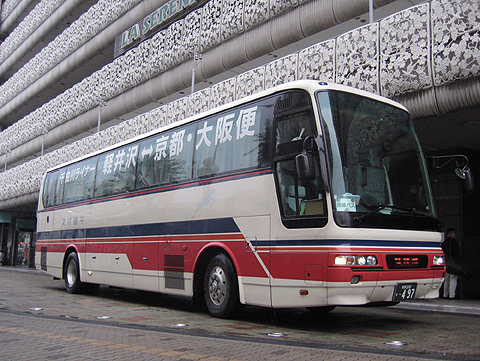
千曲バス唯一の夜行高速路線「千曲川ライナー」（三菱エアロクィーンI）

一般路線の状況が厳しい中、収益性の高い高速バスは同社の屋台骨的存在となりつつある。1991年7月8日に池袋への高速バス路線の運行を開始しているが、当初は1日2往復であったものが、2009年現在は3系統あわせて14往復にまで増便されている。また、2008年4月25日からは多摩地区への高速バスの運行を開始しているが、これは立川に道場のある宗教団体の信者が長野県に多いことも動機の1つとなったという。「上田営業所（下秋和）」バス停には地域輸送路線バスも発着するが、地域輸送路線バス側の停留所の名称は「下秋和車庫」バス停であり高速バスと異なっている。
2016年9月30日をもって長野特急線（佐久 - 長野）を廃止した。
2024年3月31日をもって池袋新宿線（佐久便）の佐久総合病院（臼田）発着を取りやめ佐久平駅発着に変更し、この間にあった野沢（相生町）、中込橋場・駅入口、佐久医療センター、岩村田の各バス停も高速バスのバス停としては廃止になった。
< >内は共同運行会社
東京・池袋・新宿方面 （千曲三線） <西武バス・西武観光バス>
- 軽井沢 - 池袋駅東口・バスタ新宿
- 佐久 - 池袋駅東口・バスタ新宿
- 別所温泉・上田 - 池袋駅東口・バスタ新宿
- 上田・小諸 - 池袋駅東口・バスタ新宿

立川方面 （立川線）
- 草津温泉・軽井沢 - 玉川上水駅・立川駅北口

京都・大阪方面 （千曲川ライナー） <近鉄バス>
- 軽井沢・佐久・小諸・東御・上田 - 京都・大阪・USJ
  - 軽井沢駅北口 - 佐久平駅 - 小諸駅 - 東御市役所 - 上田駅 - 上田営業所（下秋和） - 大阪駅前・地下鉄東梅田駅 - あべの橋

### 路線バス

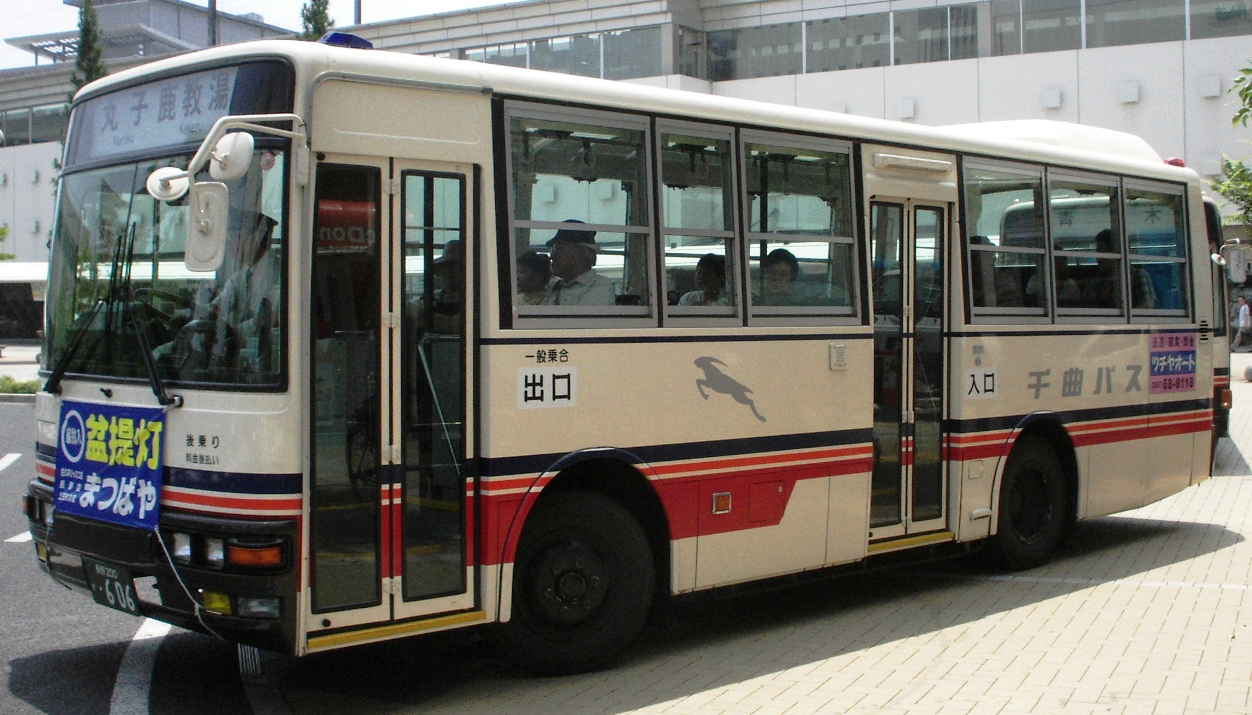
路線バスの車両

グリーンキャブ傘下に入る前の昭和61年時点では、野沢・小諸・上田の他に小海・望月・田中・祢津・青木・丸子・武石にも営業所があり、さらにその営業所に属する車庫があった。また、同社直営ホテル「松原館」も営業所として分類されており、送迎車として路線車が1台配置されていた。その後、営業所の統廃合が行われ、令和7年現在では2営業所（小諸・上田）体制となっている。
年々経営を取り巻く状況は厳しさを増していて、不採算路線を市町村営のコミュニティバスや子会社である東信観光バスへの移管、路線廃止、一部路線の運賃値下げなどの手立てを講じたものの改善されるまでには至らず、路線数も運行本数も減少の一途を辿っている。さらに新型コロナウイルスの世界的な流行による利用者離れや運転手不足も加わり令和2年頃から一部路線で減便や路線廃止が行われている。
上田市では平成25年10月1日より運賃低減バス運行計画により千曲バスなど路線バスの市内区間の運賃値下げを実施するなど利用促進の取り組みが行われている。

#### 自社運行路線
中仙道線

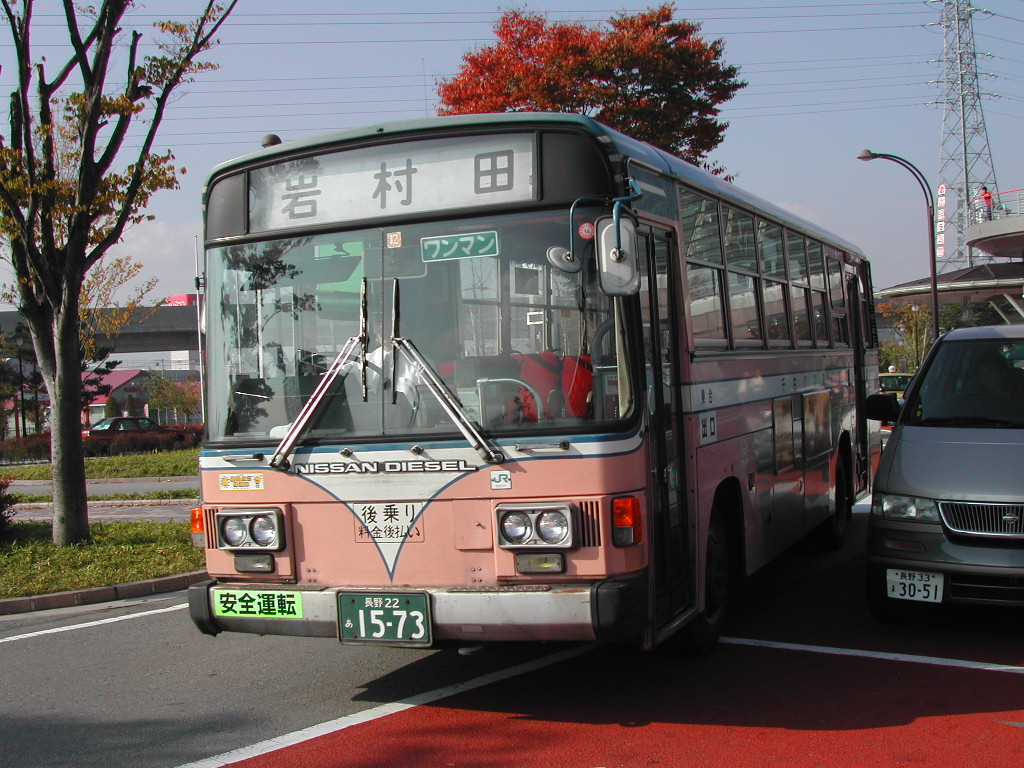
佐久平駅にて

中込駅 - 佐久医療センター - 岩村田駅 - 佐久平駅 - 塩名田 - 望月バスターミナル - （東信運転免許センター） - 立科町役場前 - 蓼科高校
- 東信運転免許センターを1往復のみが経由する。
- 2021年10月1日から岩村田駅 - 佐久医療センター間を延伸。
- 2022年12月28日をもって浅間総合病院東バス停を廃止。
- 2023年4月1日から佐久医療センター - 中込駅間を延伸。

山手線
佐久総合病院 - 野沢バスセンター - 前山 - （ヘルシーライフ佐久南） - 相浜 - 八幡 - 望月バスターミナル
- 佐久総合病院→望月方面が3本、望月→佐久総合病院面が4本、ともに月～金曜日運転。
- 2023年4月1日から中込駅発着を佐久総合病院発着に経路変更。

佐久御代田線 
御代田駅 - 小田井上宿 - 浅間病院
- 朝に御代田→浅間病院が1便、夕方に浅間病院→御代田駅行きが2便運行される。

白駒線
佐久平駅 - 佐久穂町農産物直売所 - 八千穂駅 - 大石 - 別荘地管理棟 - 白駒池入口 - 麦草峠
- 5月下旬〜10月上旬までの指定日に2往復が運行される。麦草峠では茅野駅からのアルピコ交通諏訪支社のバスに接続する。
- 2024年9月28日に道の駅八千穂高原バス停が新設された。

鹿教湯（かけゆ）線
下秋和車庫 - 上田駅 - 大屋駅 - 長瀬 - 丸子修学館高校入口 - 丸子駅 - 梨の木 - 宮沢（霊泉寺入口） - 鹿教湯温泉駅 - 鹿教湯車庫
- 下秋和車庫 - 丸子駅前間の区間便もあり鹿教湯車庫行きよりも多く設定されている。
- 鹿教湯温泉バス停でアルピコ交通松本バスターミナル行きに接続（平日のみ）。
- アルピコ交通バスは松本からの往復、温泉街を反時計回りの一方通行で運行するが、千曲バスは相互通行である。
- 鹿教湯温泉で国鉄連絡運輸をしていた名残でバス車内の運賃表には鹿教湯温泉駅と表示されることもある。
- 鹿教湯車庫は温泉街を外れた国道沿いにあり、バス転回場所と乗務員の詰所がある。
- かつてはサブルートとして平井寺経由もあり、メインルートは丸子経由として区別されていたが本数は丸子経由よりも少なかった。
- 過去に上田駅 - 松本バスターミナル間で利用可能な乗り継ぎ乗車券を販売していた。上田駅か松本バスターミナルから乗車した際に運転士から購入する。鹿教湯温泉で乗り継ぐと通常料金で乗り継ぐよりも割安で利用できた。乗り継ぎは鹿教湯温泉バス停のみだった。
- 梨の木 - 鹿教湯車庫間でルートが重複する上田－松本線は鹿教湯温泉バス停にのみ停車するため、時間帯によって乗り継ぐと休日でも松本駅方面へ行くことができる。
- かつては鹿教湯車庫より奥にある奥鹿教湯（鹿教湯三才山病院）まで運行されていた。その頃は当線は鹿教湯車庫止まりが基本であり、これより奥鹿教湯までの運行本数は1日2往復のみと比較的に少なくなっていた。鹿教湯車庫 - 奥鹿教湯間は2019年（令和元年）12月27日をもって廃止された。
- 2024年4月1日から鹿教湯車庫発の上田行き平日1本と下秋和車庫発の丸子方面行き、休日の丸子方面行き2本の各最終便が減便され最終が早くなった。

上田－松本線
上田駅 - 生島足島神社 - 鹿教湯温泉 - 松本バスターミナル
- 土休日に1日2往復運行しているが、かつては8月中のみ平日も運行していた。上記停留所のみ停車する。
- もともとNHK大河ドラマ真田丸の放送を記念して2016年（平成28年）2月6日から運行を始めた。当初は土日のみの運転（のちに8月のみ平日も運行するが2025年時点では8月も土日祝のみ運転）で翌2017年（平成29年）3月27日まで期間限定の運行予定だったが、以降も運行を継続している。
- 運行開始当初は松本 - 上田間はノンストップで途中のバス停はなかったが、2018年（平成30年）4月1日に鹿教湯温泉バス停が新設され、2020年4月1日から生島足島神社バス停が新設された。なお毎年1月1 - 3日は三ヶ日で生島足島神社付近に渋滞が予想されるため経由しない。生島足島神社付近は上田バスのエリアとなっており、上田駅と生島足島神社がある塩田地域の運行の兼ね合いから千曲バスでの上田駅 - 生島足島神社のみの利用はできない。
- 運行開始当初はアルピコ交通との共同運行であったが、2020年時点では千曲バスの単独運行となっている。
- かつて運行されていた鹿教湯線（平井寺経由）とほぼ同じ経路を運行する。
- 運行開始当初は小諸営業所担当で高速バスと同じ大型車を使用し、2024年時点では他の地域路線と同じ中型車に変更され中扉は締切扱いとなり、前乗り前降り、運賃前払いとなっていた。2025年1月1日から運行が上田営業所担当に変更となったことにより乗車方法が中乗り前降り、運賃後払い方式に変更された。
- 松本バスターミナルでは当線の乗車券を販売していないため、運賃は車内での支払となる。
- 鹿教湯温泉にはアルピコ交通の運行する鹿教湯温泉線（松本 - 鹿教湯温泉）も通っているが、この路線は平日のみ運行のため土曜休日で松本市へ向かうバスは当線のみとなる。
- 上田市と松本市を結ぶバス路線として経路こそ違うが、かつては松本電鉄バス（現在のアルピコ交通）が松本バスターミナルから青木峠を経て上田駅まで運行していたが、この路線が廃止されてから現在の上田松本線ができるまで長らく上田 - 松本間の直行バスはなく鹿教湯温泉で乗り継ぎが必要だった。

青木線
下秋和車庫 - 房山 - 上田駅 - 上田原駅前 - 三ッ角 - 小泉 - 当郷 - 村松 - 青木バスターミナル
- 上田市と青木村を結ぶ路線。ほぼ毎時1本間隔で運行。
- 青木バスターミナル発の朝2便と最終便は房山止まりとなる。
- 朝のみ千曲高校経由便がある。
- 2024年4月1日から平日の最終便青木行き6本と休日の1往復が減便され最終が早くなった。

室賀線
下秋和車庫 - 上田駅 - 三ッ角 - 小泉 - ささらの湯 - 入組（上室賀）
- 下秋和車庫から小泉まで青木線と同じルートを走り、室賀地区の上室賀に至る路線。
- 終点は入組だがバス方向幕には上室賀と表示され、車内放送でも上室賀行きと案内する。

祢津線
下秋和車庫 - 上田駅 - 笹井 - 町吉田 - あやめの里ショッピングパーク - ツルヤかのう店
- 平日のみ運転。路線名は、かつて東御市祢津にあった祢津車庫まで運行していた名残である。
- かつては1日に全19本運行していたが、2024年4月1日から1日全6本に減便された。
- 2025年4月1日より町吉田バス停以南の運行ルートの変更が行われツルヤかのう店まで延伸された。この変更に伴い町吉田 - 中吉田坂上間は廃止、この区間は道の狭い狭隘区間であった。また中間に中吉田坂下バス停もあった。
- ツルヤかのう店バス停は東御市内だが上田市の実施する低減運賃事業の対象である。
- 中吉田坂上バス停も東御市内にありながら上田市との境界が近いこともあり低減運賃事業の対象であった。
- 上田駅周辺でも祢津線のみ経路変更が行われ、これまの房山経由から上田城址公園前経由に変更したため当線は花園、八幡、新田、房山、原町、松尾町の各々のバス停を経由しなくなる。

武石線
下秋和車庫 - 上田駅 - 大屋駅 - 長瀬 - 丸子修学館高校入口 - 丸子駅 - 依田窪広域プール入口 - 浦二本木 - 中居/中権現 - 下築地 - 築地原 - 巣栗上
- もともと千曲バスが運行していた路線だが、不採算路線のため1980年代に一旦は武石村の自治体バスに転換された。しかし2004年に平成の大合併で武石村が上田市に合併されたため再度千曲バスが運行を行うこととなり、同時に武石村内のみの運行だったバスが上田市街まで直通するようになった[注釈 10]。
- 浦二本木 - 下築地間では中居か中権現のいずれかを経由する系統が2本ある。
- この路線は千曲バスの公式サイトでは丸子駅 - 武石方面の時刻しか記載しかなく、運輸上は鹿教湯線の一部とされているため、鹿教湯線の時刻表に武石線に相当する上田駅 - 丸子駅間のみ記載されている。
- また武石側を基準としてダイヤが組まれているため、上田市街からバスを利用してその日のうちに武石側を往復することはできない。

美ヶ原高原観光バス（夏～秋季の土・日・祝に運行）
上田駅 - 生島足島神社（美ヶ原方向は乗車のみ／上田方向は降車のみ） - 武石地域自治センター - 武石観光センター - 道の駅 美ヶ原高原
- 夏季限定で運行する季節運行路線。かつて運行された美ヶ原高原美術館・山本小屋線とほぼ同じルートで運行されている。
- 「武石観光センター」バス停の近くに武石線の「巣栗上」バス停がある。

#### 東信観光バス委託路線
中仙道線
大屋駅 - （シャトーメルシャン椀子ワイナリー） - 虎御前 - 牛鹿 - 立科町役場前
- 日中の3往復がシャトーメルシャン椀子ワイナリーを経由する。
- 虎御前で丸子線と合流し立科町役場までのびている。
- 大屋駅から男清水まで上田市内のため低減運賃制度の対象であるが、次の虎御前から立科町に入るため、ここから通常運賃となる。

丸子線
丸子 - 虎御前 - 牛鹿 - 立科町役場前
- 中仙道線とは虎御前バス停で合流し終点までのびる。丸子駅から箱畳までは上田市の低減運賃制度対象であるが、次の虎御前は立科町にあり、ここから通常運賃となる。

春日線
望月小学校 - 望月バスターミナル - 望月中学校前 - 川久保 - 比田井 - 本郷 - 岩下

望月小学校 - 望月バスターミナル - 望月中学校前 - 片倉 - 比田井 - 本郷 - 湯沢上
- それぞれのバス路線が1日1往復ずつ運行される。
- この路線は岩下・湯沢上側を基準としてダイヤが組まれているため、望月側からバスを利用してその日のうちに終点側へ往復することはできない。

久保通線
（東信運転免許センター - ）望月バスターミナル - 印内 - 北御牧支所前 - 田中駅
- 東御市定時定路線バスで4往復が運行されるが、水曜日の1往復が東信運転免許センターまで延長運転される。
- 長らく東信観光バスによる運行だったが2023年10月2日より運行が東信観光バスからしげのマツバタクシーに変更された。これに伴い当路線で東信観光バスの回数券は使えなくなった。

布施線
望月小学校 - 望月バスターミナル - 布施温泉 - 大木上
- 望月小学校発は平日の毎日運行されるが、大木上発は火曜・木曜のみ運行となる。

### 市町村コミュニティバス（受託運行）
上田市コミュニティバス「オレンジバス」
城下・塩尻コース、神川・神科コース、浦里・室賀コース 
立科町シラカバ線（東信観光バスにより運行）
立科町役場前 - 長門牧場 - 女神湖 - 蓼科牧場 - 東白樺湖
軽井沢町内循環バス（西コース） 
（往路）三ツ石公民館 - 追分 - 借宿 - 信濃追分駅 - 中軽井沢駅 - 軽井沢病院（- 中学校前 - 高校前 - 高校東）

（復路）軽井沢病院 - 中軽井沢駅 - 借宿 - 信濃追分駅 - 追分 - 三ツ石公民館

## 廃止バス路線

### 野沢営業所（廃止）管内
佐久上田線（旧区間）
小海駅 - 中込駅 - 小諸駅 - 上田駅
- 終点が下秋和に延長されたのを機に分割された。

佐久上田線
臼田勝間 - 佐久総合病院 - 野沢バスセンター - 岩村田 - 佐久平駅 - 小諸駅 - 田中駅 - 大屋駅 - 上田駅 - 下秋和車庫
72年以上にわたって運行されてきたが深刻な運転手不足にくわえ新型コロナウイルスの影響で利用が減り2021年9月30日をもって廃止。
上田市の運賃低減バス運行計画は上田市区間のみ対象だった。
佐久小海線
臼田勝間 - 八千穂駅 - 小海駅
中山道線
芦田役場前 - 大屋駅 - 上田駅
- 「芦田役場前」は現在の立科町役場に相当する。
- 芦田 - 大屋駅間は東信観光バスへ移管の上現在も運行中。

内山線
野沢バスセンター - 中込駅 - 本郷産業会館前 - 苦水 - 初谷（しょや） - 志賀牧場 - 内山牧場
- 運行末期は野沢バスセンター - 初谷間のみの運行となっていた[注釈 5][注釈 6]。

川上線
八千穂駅 - 小海駅 - 信濃川上駅 - 梓山
- 信濃川上駅 - 梓山間は川上村営バスへ転換された（詳細は川上村営バスの記事を参照）。

臼田長野線
臼田駅 - 中込駅 - 小諸駅 - 上田駅 - 長野駅
- 軽井沢長野線（後述）の区間便に相当する。川中島バスとの共同運行であった。

鹿沢温泉線
中込駅 - 小諸駅 - 湯の丸高原 - 鹿沢温泉
白樺湖線
岩村田 - 佐久平駅 - 望月 - 立科町役場前 - 蓼科牧場 - 東白樺湖 - 西白樺湖
- 現在、立科町役場前 - 東白樺湖間は立科町コミュニティバスのシラカバ線（前述）に引き継がれている。

上区線
羽黒下駅 - 千曲病院 - 影
大日向線
羽黒下駅 - 余地入口 - 臼石荘
合同庁舎線
中込駅 - 合同庁舎
- 朝夕1往復のみ運行されていた。

大沢線
中込駅 - 野沢営業所 - 大沢農協前 - （地家） - 大沢新田
志賀線
浅間総合病院 - 岩村田 - 新子田 - 志賀中宿 - 車庫前（駒込）
香坂線
浅間総合病院 ← 岩村田 - 東中学校入口 - 中安原 - 東小学校入口 - 香坂 - 東地
高速バス佐久長野線
佐久総合病院 - 中込橋場・駅入口 - 岩村田 - 佐久平駅 - 佐久南インター - 上田菅平インター - 上信越道屋代 - 長野インター - 長野駅 - 長野県庁
上信越道の佐久南インターから長野インターまでを通る高速バス。平日のみ運行（過去には土休日ダイヤもあった）。2016年9月30日限りで廃止。

### 小諸営業所管内
軽井沢長野線
軽井沢駅 - 小諸駅 - 上田駅 - 長野駅
- 信越本線と並行して軽井沢 - 長野間を国道18号経由で結ぶ路線。川中島バスとの共同運行であった。

北国街道線
軽井沢駅 - 小諸駅 - 上田駅
- 上記の軽井沢長野線の区間便に相当する、北国街道を運行する路線。

小諸甲府線
小諸駅 - 中込駅 - 小海駅 - 小淵沢駅 - 韮崎駅 - 甲府駅
- 山梨交通との共同運行であった。

夢の平線
小諸駅 - 夢の平
菱野温泉線
小諸駅 - 菱野温泉
浅間線
小諸駅 - 浅間山荘
- 浅間山の火山活動に伴い、立入制限などの影響から廃止された。

望月上田線
望月バスターミナル - 田中駅 - 上田駅
川辺線
小諸駅 - 久保 - 宮沢
望月小諸線
小諸駅 - 塩名田 - 望月バスターミナル - 芦田役場前 - （蓼科高校前）
白樺湖小諸線
小諸駅 - 塩名田 - 望月 - 芦田 - (春日 - 大河原峠) - 西白樺湖
- ()にあるバス停は一日一往復のみ経由していた

浅間・高峰高原線
佐久平駅 - 小諸駅 - きのこの森 - 高峰温泉
湯の丸高原線
佐久平駅 - 小諸駅 - 牧家 - 新張 - 奈良原 - 湯の丸高原
祢津線（鹿沢線）
田中駅 - 市民病院 - 祢津小学校 - 新張 - 奈良原

### 上田支社管内
鹿沢温泉線
上田駅 - 田中駅 - 湯の丸高原 - 鹿沢温泉
祢津線
町吉田坂上 - 祢津車庫
町吉田坂上バス停は中吉田坂上に名称変更されている。
岩清水線
上田駅 - 岩清水
西入線
上田駅 - 西入
美ヶ原高原美術館・山本小屋線
上田駅 - 大屋駅 - 丸子駅 - 巣栗上 - 白樺平 - 美ヶ原高原美術館前 - 山本小屋
- 毎年7月中旬～8月中旬の約1ヶ月間（毎年運行期間は変動していた）に1日1往復のみ運行していた。約2時間と運行時間が長いため、巣栗上バス停（ドライブインの中にあり、待機所も兼ねていた）で10分ほど休憩が取られていた。路線廃止以降も美ヶ原高原美術館と山本小屋の駐車場には千曲バスのバス停があるが運行するのはアルピコ交通のみのため同社が使用している状態である。しかしそのアルピコ交通も2023年シーズンから運行を休止している。上田駅から巣栗上まで武石線と重複していた。2025年現在は信州上田 美ヶ原高原観光バスがほぼ同じルートを運行している。

白樺平線
上田駅 - 大屋駅 - 丸子駅 - 巣栗上 - 白樺平
- 上記の美ヶ原高原美術館・山本小屋線が路線短縮されたもの。

内村温泉郷線
丸子駅 - 宮沢 - 霊泉寺温泉/大塩温泉
- 鹿教湯線の丸子駅 - 宮沢（霊泉寺温泉）の区間便に相当する。

鹿教湯線(平井寺経由)
上田駅 - 下之郷駅 - 生島足島神社前 - 平井寺 - 上荻窪 - 宮沢 - 大塩温泉 - 鹿教湯温泉 - 鹿教湯車庫
- 現在の上田－松本線の前身に相当する路線である。上田駅 - 上荻窪間のうち丸子経由は引き続き運行している。

鹿教湯線
鹿教湯車庫 - 奥鹿教湯三才山病院
- 鹿教湯線の末端区間で鹿教湯車庫を境に本数が大幅に激減するためこの区間の本数は1日2往復のみの運行であった。2019年12月27日限りで廃止。方向幕には『丸子 奥鹿教湯』と表示されていた。
- 鹿教湯車庫 - 奥鹿教湯三才山病院間には2010年3月末までアルピコ交通バスも乗り入れていたが、アルピコ側のバス停は鹿教湯三才山病院といい両社で名前が異なっていた。

王ヶ頭線
上田駅 - 奥鹿教湯 - 王ヶ頭
- 1960年代後半の数年間にわたって夏期4ヶ月間のみ運行される季節路線だった。

別所線
上田駅 - 別所温泉
- 上田交通別所線に並行して運行されていた。

青木線
青木バスターミナル - 田沢温泉/沓掛温泉/豆石峠
- 青木村内を運行する路線だった。1980年代に青木村営バスに転換している。

管社線
上田駅 - 管社
山口線
上田駅 - 山口
上青木線
上田駅 - 上青木
県道川西線
上田駅 - 三好町1丁目 - 三好町 - 常福寺前 - 県営球場入口 - 上田道と川の駅入口 - 下半過
- 2019年12月28日廃止[19][20]。旧川中島バス川西線を引き継ぎ、1997年1月1日より廃止路線代替バス事業として運行[21]。一部千曲川の水害で県道バイパスを通行していた。かつて下半過バス停は数メートル北にあった。川中島バス時代はさらに北に胡桃沢バス停があり、跡地に旧待合室建物[22]が残っている。上田駅 - 三好町1丁目は青木線・室賀線と重複区間。山口・上田道と川の駅入口・上半過・下半過の4停留所を廃止し、三好町 - 常福寺前 - 県営球場入口については上田市コミュニティバス「オレンジバス」浦里・室賀コースの一部として停留所存続（毎週水・土曜日、千曲バスが運行）[23]。

### 東信観光バス転換路線
御牧原線（布下）
総合支所前 - 東電前 - 温泉診療所 - 常満 - 布下 - 東電前 - 北御牧保育園 - 総合支所前
- 朝夕1往復のみ運行される路線だった。

御牧原線
総合支所前 - 御牧台 - いちご平
八重原線
田楽平 - 中八重原 - 北御牧保育園 - 総合支所前 - 山崎 - 総合支所前

### 市町村コミュニティバス（受託運行）
佐久市循環バス
佐久市巡回バス
上田市内循環バス（B運行）
上田駅 - 信州医療センター - 生塚 - 下秋和 - 塩尻 - アリオ上田前

上田駅 - 緑が丘 - 大星東 - 染谷丘高校前 - 笠原工業前 - 上田駅

## 運賃低減バス運行計画
上田市はバスの利用促進のために平成25年10月1日からバスの運賃を低くく抑える事業を開始。初乗りは100円で最も遠い場所まででも500円となっている。3年間の予定だったが、さらに3年間延長、以降も継続している。
対象は上田市内で運行している千曲バス・東信観光バス・上田バス３事業者のみで、JRバス関東が運行する和田峠北線（事業開始当初は長久保線）は対象外である。また区間も上田市内と青木村のみ（事業開始当初は上田市内のみ）で、それ以外の隣接自治体への利用は対象外なので市境を跨いだ区間から通常運賃になる。
東信観光バスの中仙道線と丸子線は立科町に入って最初の停留所から通常運賃となる。
また2021年9月30日まで上田市から佐久市を結んだ佐久上田線も上田市内は低減運賃だったが東御市に入って最初の停留所から通常運賃だった。

## 車両
1988年にグリーンキャブ傘下に入るまでは、千曲バス本体では三菱・UDトラックス（旧:日産ディーゼル）の2社を主に導入し、千曲交通は日野車を導入していた。いすゞ車は1971年を最後に導入が途絶えていたが、1990年に中古車により導入を再開、近年は三菱が中型車を新造しなくなったことから新車でもいすゞ車を導入している。また、1990年以降は千曲バス本体でも日野車の導入が行われている。
長野県内の他事業者と同じく昭和時代は冷房車の導入に消極的であり、1989年までは新車でも非冷房車が導入されていたが、1990年以降に冷房車の導入に着手、2008年に全車両の冷房化が完了した。非冷房車を置き換える過程では移籍車が主力となっていたが、この際は神奈川中央交通や成田空港交通などのバス事業者からの車両だけでなく、花王石鹸の社員送迎用の自家用車を購入したこともあった。冷房車では貸切色となったが、東信観光バスの車両は冷房の有無にかかわらず全車両が貸切色であった。
2020年時点では路線バスの車両は中型車がメインとなっているが、自社発注の車両に加えて日本製鉄名古屋製鉄所の特定輸送車だった元鯱バスの日野・レインボーや自家用車から転用された車両なども一定数ある。

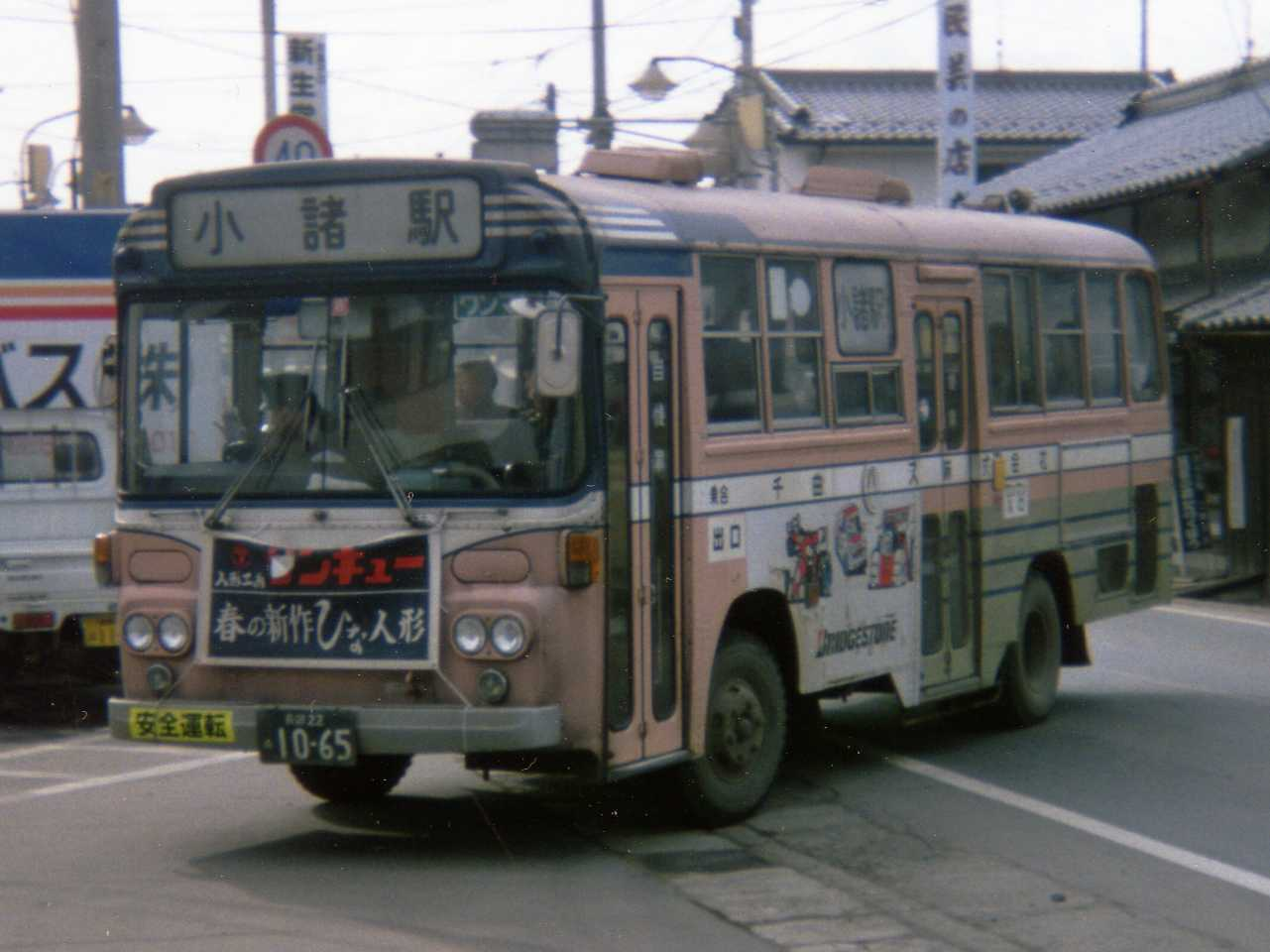
過去の車両 千曲バス旧塗色（K-RM80E）
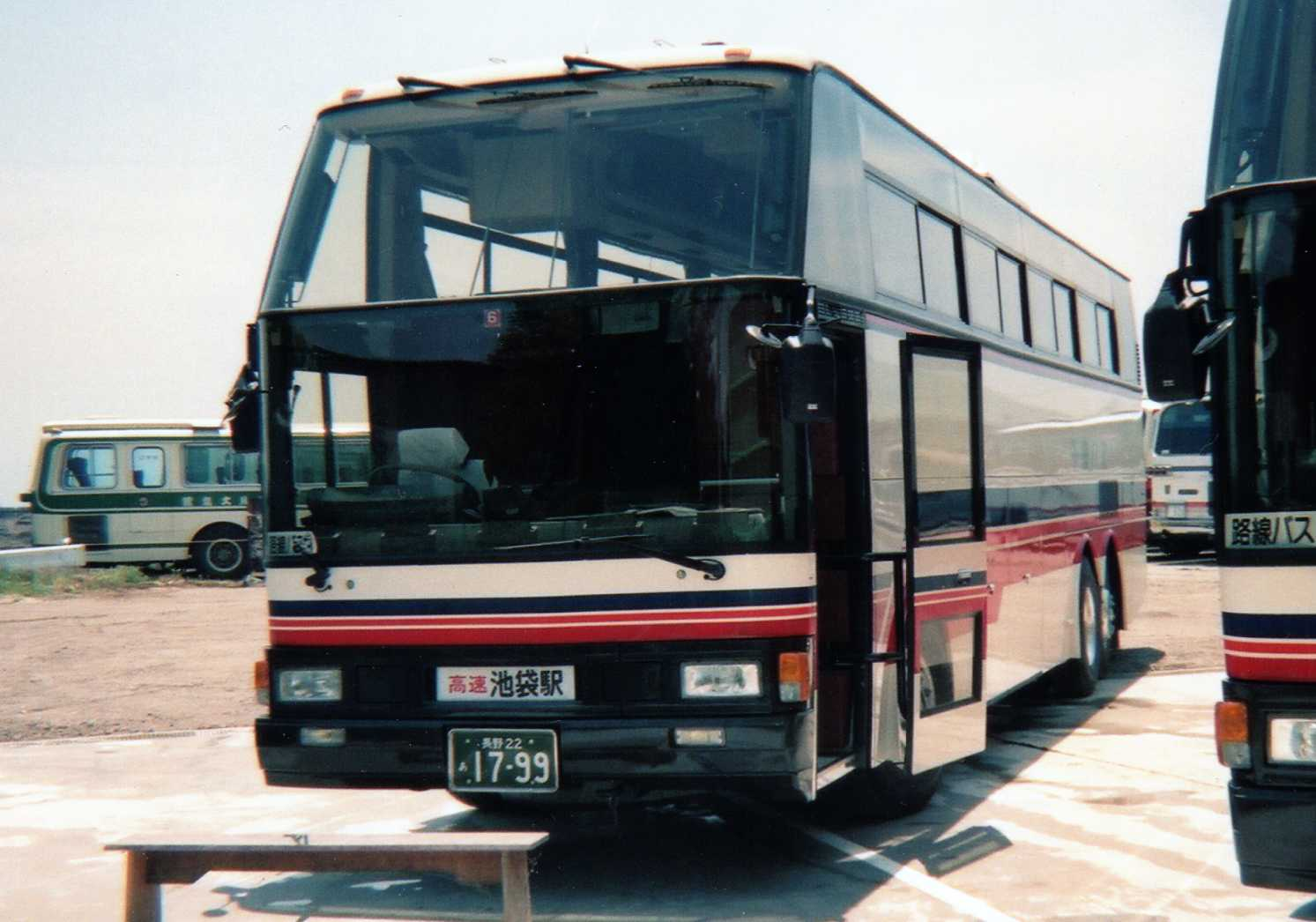
過去の車両 高速バス運行開始当初の車両（P-DA67UE）
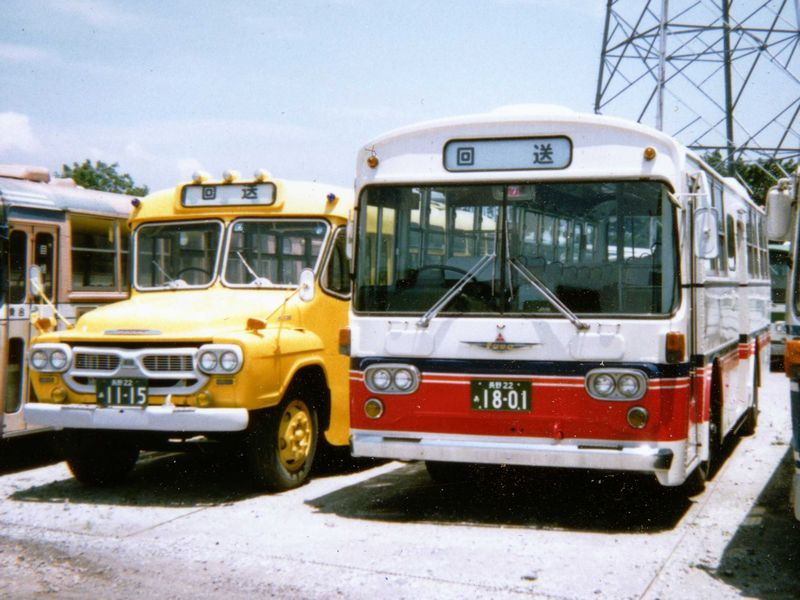
過去の車両 （左）備北バスから購入したボンネットバス（BXD30） （右）元花王石鹸の社員送迎用車両（K-MP118K改）
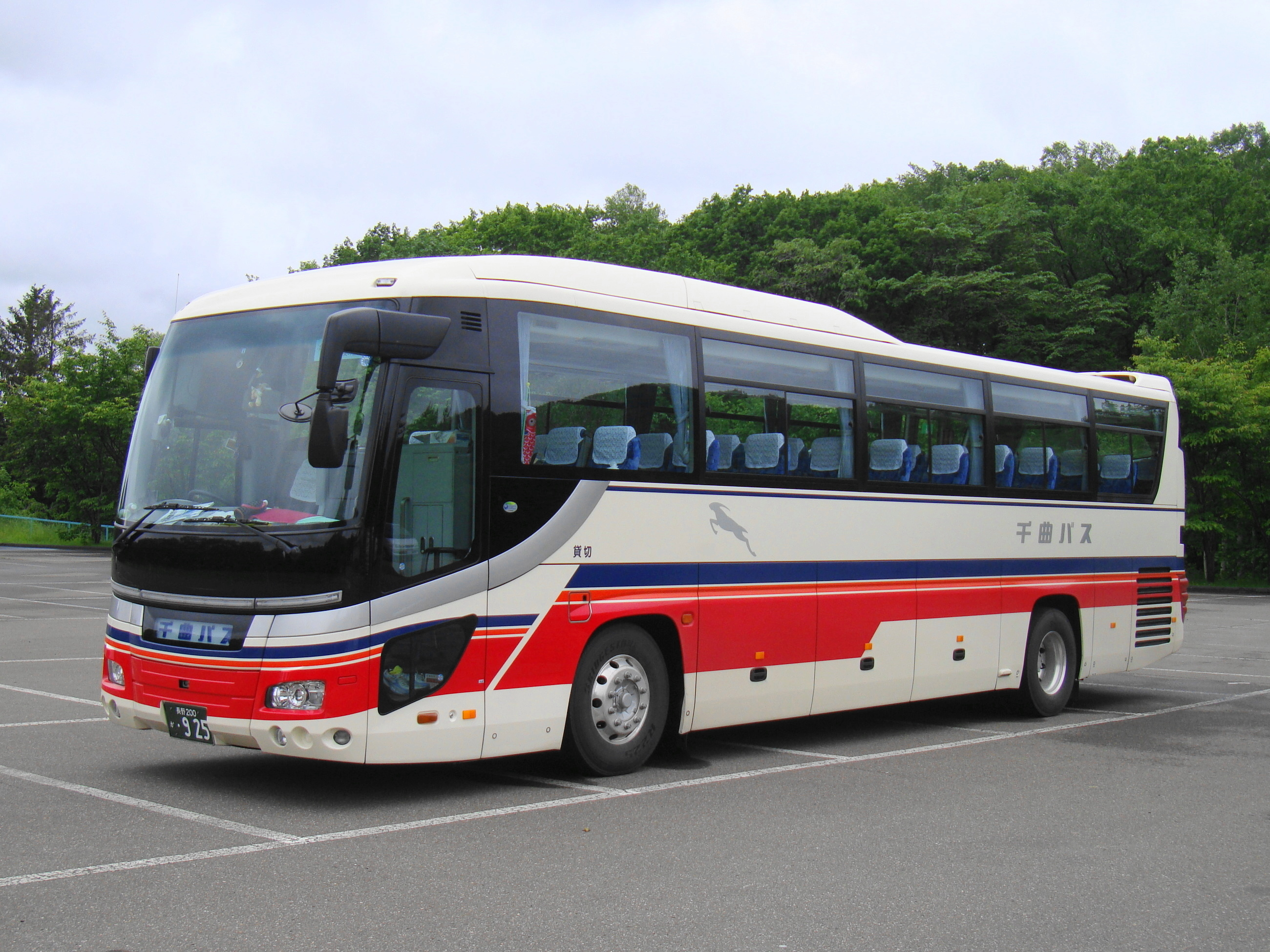
貸切バス

### ボンネットバス
1982年には、創立55周年を記念した事業の一環としてボンネットバスの運行を開始している。千曲バスのボンネットバスは1969年に既に全廃となっており、備北バスからは1966年式のいすゞBXD30を、伊那バスから1967年式のいすゞBXD50を譲受し、前扉仕様への改造を行なった上で使用することになった。
- 長野22あ11-15 いすゞBXD30 車体:川崎重工 機関:DA640 定員38名（以下「1115号車」とする）
- 長野22あ11-17 いすゞBXD50 車体:北村製作所 機関:DA640 定員62名（以下「1117号車」とする）

1115号車は路線バス標準デザインとなり、軽井沢起点の定期観光バスとして運用を開始したが、1985年に小諸車庫で台風により車体が破損したため、修復の際にレモンイエロー一色に「Shirakaba Kogen」とロゴを入れた塗装デザインに変更され、白樺湖や霧が峰近辺での貸切運用に使用された。一方、1117号車は当初よりレモンイエロー一色に「Yatsugatake Kogen」のロゴを入れるというデザインで、野辺山駅から八ヶ岳高原への観光路線で使用された。レモンイエローは、八ヶ岳山麓に自生するミヤマキンポウゲの花の色にちなんだものである。2台とも、経営再建の波の中で1990年代前半には運行を終了している。

## 関連会社
- 東信観光バス
- 千曲ハイヤー
- 佐久ハイヤー
- ニュー交通
- 千曲観光
- 千曲パークホテル
- 小諸ステーションホテル
- 湯の丸高原ホテル
- 東部湯の丸サービスエリア下り線（株式会社レストパークちくま）
- 千曲通商
- カメレオンクラブ佐久店
- 平安堂南佐久店
- 千曲広告